# Antonio Daniels
Antonio Robert Daniels (ur. 19 marca 1975 w Columbus) – amerykański koszykarz, występujący na pozycji rozgrywającego, mistrz NBA z 1999 roku.

## Osiągnięcia
NCAA
- Mistrz sezonu regularnego konferencji Mid-American (1997)
- Zawodnik Roku Konferencji Mid-American (1997)[2]

NBA
- Mistrz NBA (1999)[1]
- Uczestnik Rookie Challenge (1998)[2]

D-League
- Zaliczony do składu III składu D-League (2011)[2]